# Bogliasco 1951 2016-2017 (femminile)
Il Bogliasco 1951 disputa la Serie A1 2016-2017 di pallanuoto femminile, piazzandosi al quarto posto nella regular season e confermando il medesimo piazzamento anche dopo i playoff scudetto.
Per la prima volta nella sua storia ha preso parte ad una competizione europea, l'Eurolega. Dopo aver superato il primo turno, un girone a cinque squadre svoltosi a Porto in Portogallo, è stata eliminata nel turno successivo nel raggruppamento andato in scena a Barcellona.

## Rosa
| N° |                      | Ruolo | Giocatore                |
| -- | -------------------- | ----- | ------------------------ |
| 1  | Italia (bandiera)    | P     | Carola Falconi           |
| 13 | Italia (bandiera)    | P     | Carlotta Malara          |
|    | Italia (bandiera)    | P     | Elena Falconi            |
| 2  | Italia (bandiera)    | D     | Giulia Viacava           |
| 3  | Australia (bandiera) | D     | Jessica Louise Zimmerman |
| 10 | Italia (bandiera)    | D     | Giulia Rambaldi          |
| 5  | Italia (bandiera)    | D     | Francesca Trucco         |
|    | Italia (bandiera)    | D     | Giulia Santinelli        |
|    | Italia (bandiera)    | D     | Michela Crovetto         |
| 4  | Italia (bandiera)    | A     | Eugenia Dufour           |

| N° |                   | Ruolo | Giocatore          |
| -- | ----------------- | ----- | ------------------ |
| 7  | Italia (bandiera) | A     | Elena Maggi        |
| 6  | Italia (bandiera) | A     | Giulia Millo       |
|    | Italia (bandiera) | A     | Greta Gualdi       |
| 9  | Italia (bandiera) | A     | Virginia Boero     |
| 8  | Italia (bandiera) | A     | Rosa Rogondino     |
|    | Italia (bandiera) | A     | Viola Franci       |
|    | Italia (bandiera) | A     | Teresa Cocchiere   |
| 12 | Italia (bandiera) | CB    | Teresa Frassinetti |
| 11 | Italia (bandiera) | CB    | Agnese Cocchiere   |

| Allenatore: | Mario Sinatra |

## Mercato
| Acquisti | Acquisti                 | Acquisti | Acquisti |
| R.       | Nome                     | da       |          |
| -------- | ------------------------ | -------- | -------- |
| D        | Jessica Louise Zimmerman | Bologna  |          |

| Cessioni | Cessioni           | Cessioni      | Cessioni |
| R.       | Nome               | a             |          |
| -------- | ------------------ | ------------- | -------- |
| P        | Benedetta Casereto | fine attività |          |